# Bay of Newark

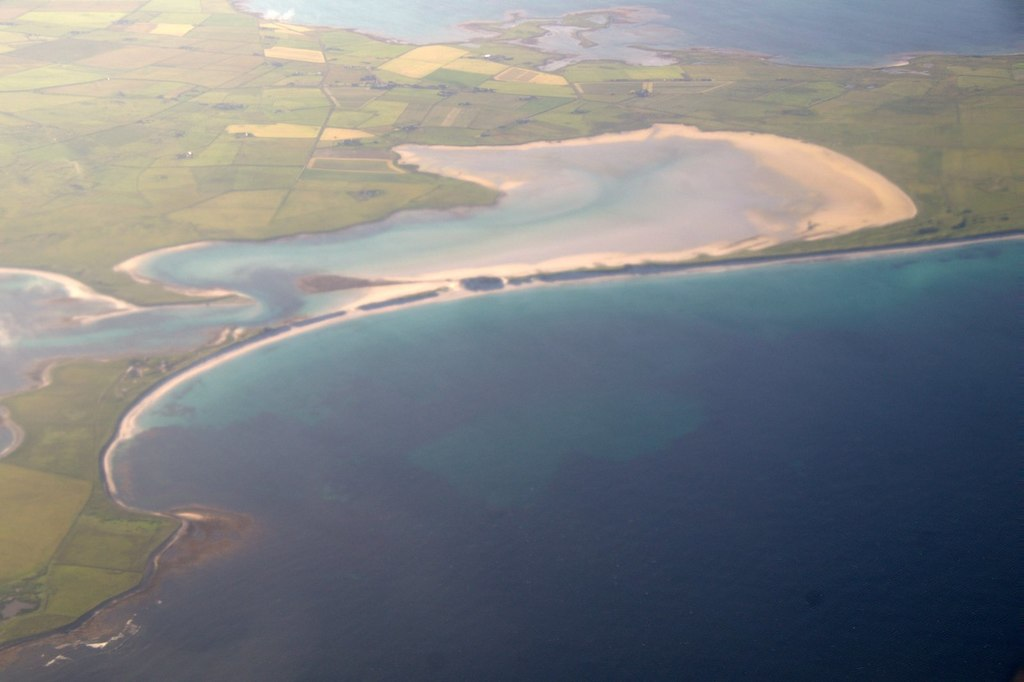
Die Bucht aus der Luft, Cata Sand dahinter

Die Bay of Newark ist eine Bucht, die im Norden der zu Schottland zählenden Orkneyinseln liegt.

## Geographie
Die langgestreckte, durch sandige Strände geprägte Bay of Newark liegt an der östlichen Küste der Insel Sanday. Begrenzt wird sie durch den Tres Ness im Süden und den Long Taing of Newark im Norden. Vom Cata Sand im Westen wird sie durch eine Düne getrennt. Im Südwesten folgen mit der Bay of Tresness, im Nordosten mit der Bay of Lopness weitere Buchten. 

## Historisches
Im Rahmen der historischen Gliederung Schottlands in Civil Parishes zählt die Bay of Newark zu Lady.